# 霹雳增一
霹雳增一，即双鱼座3（3 Psc）是双鱼座的一颗恒星，视星等为+6.21，距离地球约585光年。